# Darko Todorović
Darko Todorović (Bijeljina, 1997. május 5. –) bosnyák válogatott labdarúgó, az orosz Ahmat Groznij játékosa.

## Pályafutása

### Klubcsapatokban
A Klub 7 és a Sloboda Tuzla korosztályos csapataiban nevelkedett, majd utóbbi első csapatában is pályára lépett. 2015. április 11-én a Zrinjski Mostar ellen mutatkozott be mindössze 17 évesen. 2016. szeptember 21-én a kupában szerezte meg  az első gólját a Podrinje Janja csapata ellen. 2018. július 10-én szerződtette az osztrák Red Bull Salzburg csapata. Július 22-én debütált az osztrák kupában az ASKÖ Oedt ellen kezdőként, majd az 59. percben Stefan Lainer váltotta. Augusztus 11-én az Austria Wien ellen debütált a bajnokságban. 2019. május 1-jén sérülés miatt nem léphetett pályára a Rapid Wien ellen győztes kupadöntőben.
2019 júliusában több játéklehetőség reményében kölcsönbe került a Bundesliga 2-ben szereplő Holstein Kiel csapatához. A hónap végén az SV Sandhausen ellen debütált kezdőként. 2020 augusztusában a horvát Hajduk Split csapata vette kölcsönbe. 2021 szeptemberében az orosz Ahmat Groznij csapatához csatlakozott kölcsönben. Szeptember 11-én a Zenyit Szankt-Petyerburg ellen mutatkozott be. 2022 júniusában két évre szerződtette az Ahmat Groznij.

### A válogatottban
Többszörös bosnyák korosztályos válogatott labdarúgó. 2018 januárjában kapott először meghívott a felnőtt válogatottba Robert Prosinečki szövetségi kapitánytól az Amerikai Egyesült Államok és a Mexikó elleni barátságos mérkőzésekre. A hónap végén az Amerikai Egyesült Államok elleni gól nélküli mérkőzésen mutatkozott be.

## Statisztikái

### Klub
'2020. december 20-i állapotnak megfelelően.
| Klub              | Szezon   | Bajnokság              | Bajnokság | Bajnokság | Kupa  | Kupa  | Nemzetközi | Nemzetközi | Összesen | Összesen |
| Klub              | Szezon   | Osztály                | Mérk.     | Gólok     | Mérk. | Gólok | Mérk.      | Gólok      | Mérk.    | Gólok    |
| ----------------- | -------- | ---------------------- | --------- | --------- | ----- | ----- | ---------- | ---------- | -------- | -------- |
| Sloboda Tuzla     | 2014–15  | Bosnyák Premier League | 1         | 0         | –     | –     | –          | –          | 1        | 0        |
| Sloboda Tuzla     | 2015–16  | Bosnyák Premier League | 2         | 0         | 0     | 0     | –          | –          | 2        | 0        |
| Sloboda Tuzla     | 2016–17  | Bosnyák Premier League | 16        | 1         | 3     | 1     | 0          | 0          | 19       | 2        |
| Sloboda Tuzla     | 2017–18  | Bosnyák Premier League | 29        | 2         | 6     | 0     | –          | –          | 35       | 2        |
| Sloboda Tuzla     | Összesen | Összesen               | 48        | 3         | 9     | 1     | 0          | 0          | 57       | 4        |
| Red Bull Salzburg | 2018–19  | Osztrák Bundesliga     | 12        | 0         | 2     | 0     | 0          | 0          | 14       | 0        |
| Holstein Kiel     | 2019–20  | Bundesliga 2           | 9         | 0         | 0     | 0     | –          | –          | 9        | 0        |
| Hajduk Split      | 2020–21  | 1. HNL                 | 6         | 0         | 0     | 0     | 1          | 0          | 7        | 0        |
| Összesen          | Összesen | Összesen               | 75        | 3         | 11    | 1     | 1          | 0          | 87       | 4        |

### Válogatott
'2021. június 2-i állapotnak megfelelően.
| Nemzet              | Év       | Mérk. | Gólok |
| ------------------- | -------- | ----- | ----- |
| Bosznia-Hercegovina |          |       |       |
| 2018                | 6        | 0     |       |
| 2019                | 4        | 0     |       |
| 2020                | 3        | 0     |       |
| 2021                | 3        | 0     |       |
| ÖSszesen            | ÖSszesen | 16    | 0     |

## Sikerei, díjai
- Red Bull Salzburg
  - Osztrák Bundesliga: 2018–19
  - Osztrák kupa: 2018–19

## Külső hivatkozások
- Darko Todorović adatlapja a Kicker oldalon (németül)
- Darko Todorović adatlapja a Transfermarkt oldalon (angolul)
- Darko Todorović adatlapja a Soccerway oldalon (angolul)